# Bothrideres parallelus
Bothrideres parallelus is een keversoort uit de familie knotshoutkevers (Bothrideridae). De wetenschappelijke naam van de soort werd in 1881 gepubliceerd door Raffaello Gestro.